# Ujong XII
Ujong Xii is een bestuurslaag in het regentschap Aceh Besar van de provincie Atjeh, Indonesië. Ujong Xii telt 261 inwoners (volkstelling 2010).